# Diskografija Nicole Scherzinger
Diskografija Nicole Scherzinger, obuhvaća trinaest singlova (na njih sedam se pojavljuje kao gostujući izvođač), deset glazbenih videa te jedan studijski album. Prije svoje solo karijere, bila je član grupa Eden's Crush i Pussycat Dolls. 18. ožujka 2011. izdaje svoj debitanski solo album Killer Love. Tri singla s albuma su izdata: "Poison", "Don't Hold Your Breath", i "Right There". 

## Albumi

### Studijski albumi
| 2011. | Killer Love - Objavljen: 18. ožujka 2011. - Diskografska kuća: Interscope - Format: CD, digitalno preuzimanje | 57 | 14 | 66 | 55 | 8 |

## Singlovi
| Godina                                 | Singl | Top liste | Top liste | Top liste | Top liste | Top liste | Top liste | Top liste | Top liste | Top liste | Top liste | Certifikacije     | Album              |
| Godina                                 | Singl | US        | AUS       | CAN       | FRA       | GER       | IRE       | NLD       | SWE       | SWI       | UK        | Certifikacije     | Album              |
| -------------------------------------- | ----- | --------- | --------- | --------- | --------- | --------- | --------- | --------- | --------- | --------- | --------- | ----------------- | ------------------ |
| "Whatever U Like" (feat. T.I.)         | 2007  | —         | —         | 57        | —         | —         | —         | —         | —         | —         | —         |                   | Her Name Is Nicole |
| "Baby Love" (feat. will.i.am)          | 2007  | —         | 57        | —         | —         | 5         | 15        | 27        | 51        | 14        | 14        |                   | Her Name Is Nicole |
| "Supervillain"                         | 2007  | —         | —         | —         | —         | —         | —         | —         | —         | —         | —         |                   | Her Name Is Nicole |
| "Puakenikeni" (featuring Brick & Lace) | 2007  | —         | —         | —         | —         | —         | —         | —         | —         | —         | —         |                   | Her Name Is Nicole |
| "Poison"                               | 2010  | —         | —         | —         | —         | —         | 7         | —         | —         | —         | 3         |                   | Killer Love        |
| "Don't Hold Your Breath"               | 2011  | 86        | 17        | —         | 45        | —         | 4         | 15        | —         | 62        | 1         | - AUS: platinasta | Killer Love        |
| "Right There" (feat. 50 Cent)          | 2011  | 39        | 8         | 44        | —         | —         | 7         | —         | —         | —         | 3         |                   | Killer Love        |

### Kao pomoćni izvođač
| Godina                                                      | Singl | Najviša mjesta na ljestvicama | Najviša mjesta na ljestvicama | Najviša mjesta na ljestvicama | Najviša mjesta na ljestvicama | Najviša mjesta na ljestvicama | Najviša mjesta na ljestvicama | Najviša mjesta na ljestvicama | Najviša mjesta na ljestvicama | Najviša mjesta na ljestvicama | Najviša mjesta na ljestvicama | Certifikacije                     | Album             |
| Godina                                                      | Singl | US                            | AUS                           | CAN                           | FRA                           | GER                           | IRE                           | NLD                           | SWE                           | SWI                           | UK                            | Certifikacije                     | Album             |
| ----------------------------------------------------------- | ----- | ----------------------------- | ----------------------------- | ----------------------------- | ----------------------------- | ----------------------------- | ----------------------------- | ----------------------------- | ----------------------------- | ----------------------------- | ----------------------------- | --------------------------------- | ----------------- |
| "Lie About Us" (Avant feat. Nicole Scherzinger)             | 2006  | —                             | —                             | —                             | —                             | —                             | —                             | —                             | —                             | —                             | 76                            |                                   | Director          |
| "You Are My Miracle" (Vittorio feat. Nicole Scherzinger)    | 2006  | —                             | —                             | —                             | —                             | —                             | —                             | —                             | —                             | —                             | —                             |                                   | Vittorio          |
| "Come to Me" (Diddy feat. Nicole Scherzinger)               | 2007  | 9                             | 11                            | —                             | 15                            | 6                             | 3                             | —                             | 44                            | 3                             | 4                             |                                   | Press Play        |
| "Scream" (Timbaland feat. Keri Hilson & Nicole Scherzinger) | 2007  | —                             | 20                            | 41                            | —                             | 9                             | 10                            | 13                            | 8                             | 45                            | 12                            |                                   | Shock Value       |
| "We Are the World 25 for Haiti" (s Artists for Haiti)       | 2010  | 2                             | 18                            | 7                             | —                             | —                             | 9                             | —                             | 17                            | —                             | 50                            |                                   | Humanitarni singl |
| "Heartbeat" (Enrique Iglesias feat. Nicole Scherzinger)     | 2010  | —                             | 5                             | 72                            | 4                             | —                             | 21                            | 20                            | 52                            | —                             | 8                             | - AUS: 2× platinasta - NZ: zlatna | Euphoria          |
| "Coconut Tree" (Mohombi feat. Nicole Scherzinger)           | 2011  | —                             | —                             | —                             | 75                            | —                             | —                             | —                             | 8                             | —                             | —                             |                                   | MoveMeant         |